# Glândula salivar
As glândulas salivares localizam-se na cavidades nasais e no interior e também em torno da cavidade bucal tendo como objetivo principal a produção e secreção da saliva.

## Desenvolvimento
Uma glândula salivar origina-se como um espessamento focal do epitélio bucal que cresce para o ectomesênquima subjacente, para formar um pequeno broto conectado à superfície por um cordão epitelial. Ao mesmo tempo, células do ectomesênquima condensam-se em torno desse broto, sendo tal fase do desenvolvimento semelhante à de um broto dentário em formação. O bulbo epitelial fende-se, a seguir, para formar um ou mais novos broto, processo que se continua, constituindo várias gerações e ramificações hierárquicas da glândula. Como no desenvolvimento de dente, o estomesênquima tem papel significativo no desenvolvimento das glândulas salivares, tanto na morfogênese  quanto na citodiferenciação da glândula.Vários experimentos de recombinação têm mostrado que a presença do ectomesênquima do primeiro arco é essencial ao completo desenvolvimento da glândula. Por exemplo, se o mesênquima de outra glândula que não seja salivar for combinado com o epitélio de uma glândula salivar, o epitélio será mantido, mas não se diferenciará em um epitélio glandular. Entretanto, quando o ectomesênquima da glândula é combinado com epitélio pancreático, as células glandulares pancreáticas se diferenciam. Tais resultados indicam, novamente, a delicada interação entre epitélio e mesênquima durante o desenvolvimento. No caso das glândulas salivares, o local da fenda do broto é determinado pela contração dos microfilamentos nas células epiteliais, mas a deposição ordenada de colágeno dos tipos I, III e IV, de laminina e de proteoglicanas adjacentes às células epiteliais é, também, necessária para que ocorra a posterior divisão do broto.
O desenvolvimento de um lúmen no interior do referido epitélio ramificado ocorre primeiro na extremidade distal do cordão principal e dos seus ramos, em seguida na extremidade proximal e, finalmente, na porção do cordão principal. A completa formação do lúmen tubular ocorre antes na árvore ductal e depois nos brotos terminais. Não se sabe o que determina a formação do lúmen; entretanto, sabe-se que ele não se forma, como havia sido sugerido, por um afastamento das células devido ao aumento de produtos de secreção a partir das porções terminais em desenvolvimento, pois, nessa época, nem as células estão formadas, nem se encontra estabelecido o processo de morte celular programada (apoptose).
Os brotamentos terminais, à medida que o lúmen começa a aparecer, subdividem-se em uma série de unidades constituídas por duas camadas celulares, denominadas sáculos terminais ou porções terminais. É no interior dos sáculos terminais que as unidades secretoras se desenvolvem. As células da camada mais interna diferenciam-se em tipos variados de células secretoras, e algumas das células da camada externa formam as células mioepiteliais. O componente epitelial das glândulas salivares (parênquima) é frequentemente comparado a um cacho de uvas, constituindo o sistema de ductos o caule, e as porções terminais as uvas. Contudo, diferentemente de um cacho de uvas, a glândula salivar apresenta, também, um componente de tecido conjuntivo que diminui rapidamente, à medida que o parênquima se expande (as porções terminais sozinhas eventualmente ocupam mais de 90% da glândula); por isso, cada porção terminal e cada ducto permanecem sustentados por um tênue componente de tecido conjuntivo que carreia vasos sanguíneos e nervos. O tecido conjuntivo dispõe-se, no final do processo, sob a forma de uma cápsula e septos que dividem a glândula em lobos e lóbulos.
Desconhece-se o processo que determina a diferenciação dos tipos celulares que vão formar a porção terminal.
Pouco se sabe sobre o desenvolvimento do suprimento sanguíneo das glândulas salivares. O suprimento nervoso é feito tanto pelo simpático quanto pelo parassimpático, e a inervação parece ser necessária, para que ocorra a diferenciação funcional da glândula. A inervação simpática é relacionada à diferenciação assinar, e a parassimpática, ao crescimento total.
As glândulas parótidas começam a se desenvolver entre a quarta e sexta semanas de vida embrionária; as submandibulares, na sexta; as sublinguais e as glândulas salivares menores, entre a oitava e a 12 semanas. Pelo fato de a cápsula de glândula salivar ser o último componente da glândula a se diferenciar, não é raro encontrar vestígios de tecido salivar no interior dos ossos faciais, quando ocorre excessiva proliferação epitelial.

## Anatomia

### Glândulas salivares
A presença de alimento na cavidade bucal, bem como sua visão e cheiro, estimulam as glândulas salivares a secretar saliva, que é um líquido levemente alcalino, uma solução aquosa, de consistência viscosa, que umedece a boca, amolece a comida e contribui para realizar a digestão. A saliva contém a ptialina ou amilase salivar. Na cavidade bucal, a ptialina atua sobre o amido transformando-o em moléculas menos complexas. Três partes de glândulas salivares lançam sua secreção na cavidade bucal; parótida, submandibular e sublingual.

#### Glândula parótida
É a maior glândula salivar, produz 25% de toda a saliva que é expelida na boca, é puramente serosa e rica em amilase. Localiza-se anteriormente à orelha e atrás do ramo da mandíbula, pesa 14 a 28 g, sendo intimamente associada aos ramos do nervo Facial. Seu ducto dirige-se anteriormente sobre o músculo masseter e atravessa a bochecha , podendo ser facilmente palpado com o dedo no interior da boca, quando ela está entreaberta. Na boca anterior do músculo masseter, o ducto internaliza-se e se abre na cavidade oral na papila oposta ao primeiro molar superior .

#### Glândula submandibular
A segunda em tamanho. Situada na porção posterior do assoalho da boca, dobra-se contra a face medial da mandíbula e pesa, em média, entre 10 e 15 g, apresentando um ducto excretor que se abra na boca, abaixo da língua, através de um pequeno orifício lateral ao frênulo lingual.
Contém tanto células serosas, quanto células mucosas.

#### Glândula sublingual
A glândula sublingual, em forma de amêndoa, é a menor dos três pares de glândulas salivares maiores, pesando cerca de 2 g e estando situada no assoalho da boca, entre a porção lateral da língua e os dentes. Sua secreção é eliminada para o meio bucal mediante um número variável de pequenos ductos que se abrem numa elevação da prega sublingual.
Frequentemente, porções das glândulas sublinguais e submandibulares humanas misturam-se para formar um complexo sublingual-submandibular.

### Glândula salivar menor
Numerosas glândulas salivares menores (estima-se entre 600 a 1000) existem como pequenas massas discretas que ocupam a submucosa na maior parte da cavidade oral. Os únicos locais onde elas não se encontram são a gengiva aderida, face dorsal do terço anterior da língua e a porção do terço anterior do palato duro. Elas constituem glândulas mucosas, exceto pelas glândulas serosas de von Ebner (as quais existem abaixo dos sulcos das papilas circunvaladas e nas papilas foliáceas da língua.)

### Fossas nasais
Um conjunto de glândulas salivares, as glândulas salivares tubárias, estão localizadas profundamente na parte superior da garganta. Elas têm cerca de 3,9 centímetros de comprimento em média. As glândulas provavelmente lubrificam e umedecem a parte superior da garganta atrás do nariz e da boca.

## Composição da saliva
Ver também:Composição da saliva

## Função
Ver também: Funções da saliva
Além de iniciar o processo digestivo através da amilase salivar que é responsável pela digestão do amido na boca, a saliva também auxilia na higiene oral de várias formas. Nela são secretados íons tiocianato e várias enzimas proteolíticas, a mais importante destas enzimas é a lisozima que digere a parede de certas bactérias deixando-as mais vulneráveis. Estas substâncias químicas possuem uma ação bactericida. A saliva também contém anticorpos proteicos que destroem as bactérias presentes na boca inclusive as que provocam as cáries dentárias. O próprio fluxo salivar remove as bactérias e as partículas alimentares que poderiam servir de substratos para estes organismos patogênicos.

## Estrutura
São glândulas de secreção externa (exócrinas) de tipo túbulo-acinosas ou racemosas, compostas de ácinos, sistema tubular e ductos excretores.

### Ácino
Os ácinos constituem a parte inicial da glândula, e distribuem-se formando cachos, daí sua denominação de racemosas. Estes ácinos possuem células cúbicas, cujas características diferem segundo suas propriedades funcionais: claras ou mucinogênicas, e escuras ou zimogênicas.
Os ácinos da parótida são somente serosos, constituídos por células escuras, daí que a secreção salivar da parótida seja muito aquosa e com alta concentração de proteínas e sais minerais. Na submandibular os ácinos são mistos, mas com predomínio das células serosas, 4:1 em relação às mucosas; assim a secreção salivar mandibular é preferencialmente serosa. Os ácinos sublinguais são também estruturalmente mistos, mas predominam as células claras, em relação às escuras ou zimogênicas. Sua secreção é basicamente mucosa.
Os ácinos possuem também outro tipo de células, as células mioepiteliais ou em cesto (que também se apresentam nos ductos). estas células se localizam de preferência entre a membrana basal e as células acinosas e têm propriedades contrátil, pois têm um sistema de proteínas intracelulares, com certo parentesco com a actina e miosina do músculo. Quando as células mioepiteliais se contraem, produz-se expulsão de saliva, já previamente secretada. O estímulo que excita estas células é o simpático adrenérgico.
Foi determinado que durante a estimulação salivar, pela presença do alimento na boca, por exemplo, apresenta-se um esvaziamento maciço de grânulos, mas estes voltam aumentar, embora vagarosamente, após as refeições.
Deve-se acrescentar que os ácinos possuem rica irrigação sanguínea, como também finas fibras nervosas que perfuram a membrana basal.

### Formação do componente macromolecular
A estrutura das células acinosas é tipica das células envolvidas em processos de síntese e secreção: abundante retículo endoplasmático rugoso, complexo de Golgi proeminente e numerosas vesículas secretoras. O complexo de Golgi desempenha um papel central na síntese e secreção: é envolvido na transporte, concentração e modificação das proteínas; na formação de grânulos de secreção e lisossomos; e na regulação do tráfego das membranas na célula.

### Formação do componente fluido
As glândulas são capazes de secretar o relativo seu próprio peso a cada 15 min por até uma hora, quando apropriadamente estimuladas, e tal velocidade de secreção não seria possível, se não houvesse um mecanismo simples de filtração de líquido.

### Tipos de células
Três tipos de células podem ser encontrados na extremidade da porção secretora

### Sistema ductal

#### Ducto intercalar
O Túbulo ou conduto intercalar Localiza-se próximo ao ácino e suas cuboides; quase não contêm citoplasma.

#### Ducto estriado
O Túbulo estriado ou ducto intralobular Constituídos por células epiteliais colunares, com aspecto de bastonete (estriações), muito semelhantes às células tubulares do rim. As estriações também, à semelhança do túbulo renal proximal, localiza-se no terço basal das células. Estas estriações correspondem a mitocôndria bem desenvolvidas, que já sugere processos de secreção ou reabsorção.

#### Ducto excretor terminal
Ducto excretor ou interlobular formado por duas camadas de células, as superficiais são do tipo colunar semelhante às dos túbulos intralobulares; as profundas ou basais são achatadas, que tem como função secretar ou absorver HCO-3, alterando o pH da saliva.
A proporção das três porções do sistema tubular é muito variável entre as glândulas salivares, mas a proporção de células estriadas predomina nas glândulas parótida e submandibular, cuja saliva em geral é mais hipotônica.
Finalmente, o sistema tubular dá lugar à formação de um epitélio escamoso pluriestratificado, quando se aproxima da extremidade bucal (ducto excretor).

## Secreção
A secreção de saliva é estimulada por vários fatores, 
- a presença de alimentos na boca,
- estímulos olfativos, por exemplo o cheiro dos alimentos.

Estas mensagens são transmitidas às glândulas salivares via sistema parassimpático e simpático. A maior parte de saliva secretada na boca é produzida pelas glândulas parótidas (cerca de setenta por cento), vinte e cinco por cento corresponde às glândulas submandibulares e o restante, cinco por cento, provêm das sublinguais.

### Mecanismo
A formação de saliva ou seja, da secreção exócrina da glândula salivar, é um fenômeno complexo, bem mais complicado do que se acreditava há alguns anos atrás. Participam as células das porções da glândula, e não somente as células acinosas são as glandulares onde ocorrem os processos mais radicais que levam à secreção de saliva.
Em geral, aceita-se que a secreção salivar é um mecanismo ativo, precisando de gasto de energia. Essa afirmação baseia-se nos seguintes fatos:
1. Apresenta-se secreção contra um gradiente de pressão.
2. Efetua-se a secreção contra um gradiente osmótico.
3. Há gasto de energia pelas glândulas salivares.
4. A glândula apresenta um coeficiente respiratório de 0,7 (relação CO2 produzido/ O2) em condições de repouso secretório, mas, injetando-se acetilcolina, aumenta para valores próximos a 1,0.
5. Aumenta a concentração de catabólitos (além do CO2), no sangue venoso da glândula quando esta for estimulada.
6. Como já indicado, apresentam-se modificações do conteúdo de grânulos intracitoplasmáticos durante  e após a estimulação da glândula.
7. Capta-se potenciais elétricos de repouso, e durante as variações de secreção.

## Controle
O volume de saliva secretada, em condições basais de repouso está em torno de 1 ml/min, o que totaliza diariamente um volume de 1000 a 1500 ml/dia (em média 1200 ml/dia). As variações deste volume como as de composição da saliva devem-se à ação de fatores controladores da secreção salivar, sendo os fundamentais o sistema nervoso autônomo e o sistema endócrino.

### Controle neuroautônomo
Tanto o simpático como o parassimpático influem sobre o formação da saliva; porém o segundo é o mais importante, como para as funções digestivas em geral (divisão trofotrópica do sistema nervoso autônomo).

#### Ação do sistema simpático
Controla a composição da saliva.

#### Ação do sistema parassimpático
Controla o volume.
e a quantidade de salivar 
por excesso no organismo.

## Tecido conjuntivo
O componente de tecido conjuntivo das glândulas salivares é o mesmo de outras partes do corpo e compreende fibroblastos, macrófagos, mastócitos, e células adiposas e plasmócitos, todos incluídos em uma matriz extracelular de fibras colágenas e uma substância fundamental de glicoproteínas e proteoglicanas.

## Suprimento nervoso
Na maioria das glândulas, a atividade secretora é controlada por impulsos que alcançam as células via nervos secretomotores. Em algumas glândulas, especialmente nas glândulas mucosas menores, pode ocorrer um lento fluxo residual de secreção espontânea, independente do controle nervoso. A inervação da glândula salvar é essencialmente complexa; informações atualmente disponíveis, obtidas a partir de estudos em glândula de várias espécies animais, indicam que as glândulas recebem nervos secretomotores pós-ganglionares de ambas as fontes, simpáticas e parassimpáticas, embora existam grandes variações entre as espécies, entre as glândulas e entre os tipos celulares em uma mesma glândula. Em relação a essa complexidade nos padrões de inervação, é possível reconhecer (no mínimo, morfologicamente) dois padrões de inervação.

### Neurotransmissores
A estimulação da atividade celular é composta pela liberação de neurotransmissores, principalmente da norepinefrina e acetilcolina. Essa substâncias, encontradas em pequenas estruturas vesiculares de aproximadamente 40 nm de diâmetro, aparecem agranulares  nos axônios colinérgicos e granulares nos axônios adrenérgicos. Podem-se encontrar, também, nos axônios, vesículas granulares maiores (80 a 120 nm), mais dispersas com porção central densa e que parecem ser o local de armazenamento de vários outros peptídeos neurotransmissores, tais como substâncias P e peptídeo intestinal vasoativo (VIP).
Embora haja evidencia de que os transmissores convencionais sejam liberados em quantidades submínimas sem qualquer estimulado, quando estimulado, os neurônios parecem ser capazes de liberar quantidades inesgotáveis de acetilcolina e norepinefrina.

## Suprimento sanguíneos
Para a rápida secreção de saliva, faz se necessário um extenso suprimento sanguíneo nas glândulas salivares. Uma ou mais artérias entram na glândula e originam numerosas arteríolas que tendem a correr um uma direção contracorrente, em torno dos ductos. Esses vasos ramificam-se em uma densa rede de capilares, particularmente em torno dos ductos estriados. A distribuição dos capilares em torno das porções secretoras não é tão densa e toma a forma de artérias arqueadas, à medida que os capilares se originam das extremidades dos vasos que suprem os ductos intralobulares.

## Modificações com a idade
Quando as glândulas salivares se tornam menos ativas com a idade, começa a ocorrer uma grande variação na secreção da saliva, o que leva ao aparecimento de muitos problemas. Não existe estudo longitudinal sobre a secreção salivar em um mesmo indivíduo. Ainda assim, têm sido observadas algumas alterações histológicas associadas ao envelhecimento, tais como alterações degenerativas do tipo gordurosa, fibrose e acúmulo progressivo de linfócitos nas glândulas salivares.

## Considerações clínicas
A velocidade de produção da saliva varia durante o dia. Dos 640 a 1200 ml secretados diariamente, somente cerca de 10 ml são produzidos à noite. Essa redução noturna na secreção salivar, juntamente com a perda do seu efeito limpante, é uma das razões pelas quais as pessoas devem escovar seus dentes antes de dormir.
Defeitos no desenvolvimento dos tecidos salivares são raros. Técnicas para diagnóstico são utilizadas com sucesso em saliva colhida a fresco. A saliva tem sido utilizada como fonte de informação sobre o metabolismo e a eliminação de muitas drogas. Além disso, a biópsia da glândula salivar labial é facilmente realizada para diagnóstico de algumas lesões sistêmicas. As doenças mais comuns que afetam as glândulas salivares são os distúrbios inflamatórios que resultam de infecções bacterianos ou virais (por exemplo, caxumba). A deglutição dolorosa é o principal sintoma.

### Doenças
Cálculos nos ductos salivares podem causar bloqueio dos ductos, causando dor e inchaço da glândula salivar. Sialadenite é a inflamação de uma glândula salivar.
Podem ocorrer tumores nas glândulas salivares. Geralmente são benignos, mas podem ser malignos. O tipo mais comum de tumor benigno é o adenoma pleomórfico, seguido pelo tumor de Warthin. O tumor maligno mais comum é o carcinoma mucoepidermoide.

## Tumores
- Ver também: Tumor de glândula salivar